# Khánh Thủy
Khánh Thủy là một xã thuộc huyện Yên Khánh, tỉnh Ninh Bình, Việt Nam.

## Địa lý
Xã Khánh Thủy nằm ở phía nam huyện Yên Khánh, cách trung tâm thành phố Ninh Bình 22 km, có vị trí địa lý:
- Phía đông giáp xã Khánh Thành
- Phía tây giáp xã Khánh Nhạc
- Phía nam giáp huyện Kim Sơn
- Phía bắc giáp xã Khánh Hội và xã Khánh Mậu.

Xã Khánh Thủy có diện tích 7,53 km², dân số năm 2019 là 5.872 người, mật độ dân số đạt 780 người/km².
Đây là địa phương có Đường cao tốc Ninh Bình - Hải Phòng - Quảng Ninh đi qua.

## Hành chính
Xã Khánh Thủy được chia thành 10 xóm: 1, 2, 3, 4, 5, 6, 7, 8, 9, 10.

## Lịch sử
Ngày 18 tháng 12 năm 1976, Bộ trưởng Chủ nhiệm Văn phòng Chính phủ thủ tướng ra Quyết định số 1506-TCCP về việc chia xã Khánh Thủy thành 2 xã là xã Khánh Thủy và Khánh Thiện.
Ngày 27 tháng 4 năm 1977, Hội đồng chính phủ ban hành Quyết định 125-CP về việc sáp nhập xã Khánh Thủy thuộc huyện Yên Khánh mới giải thể vào huyện Kim Sơn.
Ngày 4 tháng 7 năm 1994, Chính phủ ban hành Nghị định số 59-CP về việc chuyển xã Khánh Thủy thuộc huyện Kim Sơn về huyện Yên Khánh mới tái lập quản lý.